# Banovina de Croacia
La Banovina de Croacia (también llamada Banato de Croacia; en croata: Banovina Hrvatska) fue una provincia autónoma (Banovina) del Reino de Yugoslavia entre 1939 y 1941. Su capital estaba en Zagreb e incluía la mayor parte de la actual Croacia, junto con partes de las modernas Bosnia y Herzegovina y Serbia. Su extensión era de 65.456 km² y tenía una población de 4.024.601 habitantes. Su bandera fue la tricolor rojo, blanco y azul de Croacia. El dirigente de la Banovina de Croacia durante su existencia fue Ivan Šubašić.

## Historia
Las banovinas (provincias) del Reino de Yugoslavia, establecidas en 1929, evitaban deliberadamente los límites étnicos o religiosos, lo que dio lugar a que los croatas étnicos del país, al igual que otros grupos étnicos, quedasen divididos entre varias banovinas. Después de una lucha dentro del Estado unitario Reino de Yugoslavia, los líderes croatas consiguieron la autonomía de una nueva banovina con base étnica gracias al Acuerdo Cvetković-Maček.
Sobre la base del Acuerdo Cvetković-Maček (el acuerdo político entre Dragiša Cvetković y Vladko Maček), y el Decreto sobre el Banato de Croacia (Uredba o Banovini Hrvatskoj), de fecha 24 de agosto de 1939, fue creada oficialmente la Banovina de Croacia. Agrupaba la Banovina del Litoral y la Banovina del Sava, y partes de las de Vrbas, Zeta, Drina y Danubio (concretamente los distritos de Brčko, Derventa, Dubrovnik, Fojnica, Gradacac, Ilok, Šid y Travnik), que fueron agregadas para formar la nueva Banovina de Croacia. Sus fronteras son parte de las fronteras históricas de Croacia, y en parte basadas en la aplicación del principio de la pertenencia étnica, según la cual el territorio de Bosnia y Herzegovina con una población de mayoría croata fue anexado a este banato.
En virtud del acuerdo, el gobierno central siguió controlando la defensa, la seguridad interior, las relaciones exteriores, el comercio y el transporte, pero un parlamento electo y un ban fijado por la corona resolvererían los asuntos internos de Croacia. Irónicamente, el acuerdo impulsó el separatismo. Maček y otros políticos croatas vieron la autonomía como un primer paso hacia la independencia completa de Croacia, por lo que comenzó el regateo sobre el territorio; los serbios atacaron a Cvetković, alegando que el acuerdo les había dejado sin retorno a la democracia y sin autonomía, los musulmanes exigieron una autonomía propia para Bosnia, y los eslovenos y montenegrinos optaron por el federalismo. El príncipe regente Pavel nombró un nuevo gobierno con Cvetković como primer ministro y Maček como vice primer ministro, pero consiguió muy poco apoyo.
En 1941, ya iniciada la Segunda Guerra Mundial, las Potencias del Eje ocuparon Yugoslavia y se formó un gobierno en el exilio en Londres. Legalmente, la Banovina de Croacia seguía siendo una parte de los territorios ocupados del Reino de Yugoslavia, mientras que el Eje procedió a dividir el territorio yugoslavo y la Banovina junto con él. Algunas de las áreas costeras de Split a Zadar, cerca del Golfo de Kotor, fueron anexionadas por la Italia fascista, pero el resto fue añadido al Estado Independiente de Croacia, un Estado títere de los nazis formado en la Yugoslavia ocupada y gobernado por la organización criminal Ustacha. Dado que el Reino de Yugoslavia se convirtió en la República Democrática Federal de Yugoslavia tras la victoria de los partisanos yugoslavos, la nueva República Socialista de Croacia se estableció dentro de ella, sustituyendo a la Banovina.

## Población
La Banovina de Croacia estaba poblada mayoritariamente por croatas (74%), pero también tenía una importante minoría serbia (19%). Estaba dividida en 99 kotars, de los cuales 81 tenían mayoría croata, 17 serbia y uno con mayoría musulmana, que no se consideraban una nación separada en aquella época.

## Deportes
La Federación Croata de Fútbol era el órgano rector del fútbol dentro de la Banovina. Se organizó una liga nacional y un equipo nacional. La Banovina de Croacia jugó cuatro partidos internacionales: dos pares de ida y vuelta contra Suiza y Hungría.
La Federación Croata de Boxeo se reconstituyó el 5 de octubre de 1939 como el órgano rector del boxeo en toda la Banovina de Croacia. 